# Віндбер (Пенсільванія)
Віндбер (англ. Windber) — місто (англ. borough) в США, в округах Сомерсет і Кембрія штату Пенсільванія. Населення — 3941 особа (2020).

## Географія
Віндбер розташований за координатами 40°14′8″ пн. ш. 78°49′29″ зх. д. / 40.23556° пн. ш. 78.82472° зх. д. (40.235525, -78.824683).  За даними Бюро перепису населення США в 2010 році місто мало площу 5,12 км², уся площа — суходіл.

## Демографія
Згідно з переписом 2010 року, у селищі мешкало 4138 осіб у 1896 домогосподарствах у складі 1117 родин. Густота населення становила 809 осіб/км².  Було 2089 помешкань (408/км²).
Расовий склад населення:
| - 98,6 % — білих - 0,3 % — чорних або афроамериканців - 0,2 % — корінних американців - 0,1 % — азіатів |

До двох чи більше рас належало 0,5 %. Частка іспаномовних становила 1,4 % від усіх жителів.
За віковим діапазоном населення розподілялося таким чином: 20,7 % — особи молодші 18 років, 59,2 % — особи у віці 18—64 років, 20,1 % — особи у віці 65 років та старші. Медіана віку мешканця становила 42,4 року. На 100 осіб жіночої статі у селищі припадало 90,7 чоловіків;  на 100 жінок у віці від 18 років та старших — 87,5 чоловіків також старших 18 років.
Середній дохід на одне домашнє господарство  становив 47 553 долари США (медіана — 33 986), а середній дохід на одну сім'ю — 60 231 долар (медіана — 46 625). Медіана доходів становила 41 629 доларів для чоловіків та 27 261 долар для жінок. За межею бідності перебувало 19,1 % осіб, у тому числі 34,8 % дітей у віці до 18 років та 11,7 % осіб у віці 65 років та старших.
Цивільне працевлаштоване населення становило 1919 осіб. Основні галузі зайнятості: освіта, охорона здоров'я та соціальна допомога — 24,6 %, виробництво — 11,8 %, роздрібна торгівля — 11,4 %, науковці, спеціалісти, менеджери — 11,2 %.